# American Idiot (singel)
American Idiot – pierwszy singel z płyty American Idiot amerykańskiego zespołu punkrockowego Green Day. Jej tekst jest w domyśle atakiem na prezydenta USA George’a W. Busha oraz dominację mass mediów nad życiem ludzi.
Utwór został sklasyfikowany na 432. miejscu listy 500 utworów wszech czasów magazynu Rolling Stone.

## Pozycje na listach
| Notowanie                            | Najwyższa pozycja |
| ------------------------------------ | ----------------- |
| Australia (ARIA)                     | 7                 |
| Austria (Ö3 Austria Top 40)          | 18                |
| Holandia (Single Top 100)            | 37                |
| Irlandia (IRMA)                      | 12                |
| Kanada (Canadian Singles Chart)      | 1                 |
| Niemcy (Official German Charts)      | 28                |
| Nowa Zelandia (Recorded Music NZ)    | 7                 |
| Szwajcaria (Schweizer Hitparade)     | 75                |
| Szwecja (Sverigetopplistan)          | 18                |
| UK Singles (Official Charts Company) | 3                 |
| USA Billboard Hot 100                | 61                |
| USA Billboard Modern Rock Tracks     | 1                 |
| USA Billboard Mainstream Rock Tracks | 5                 |
| Włochy (FIMI)                        | 13                |